# اشباح (فیلم ۲۰۰۶)
اشباح (انگلیسی: Ghosts) فیلمی در ژانر درام به کارگردانی نیک برومفیلد است که در سال ۲۰۰۶ منتشر شد.